# El Callao (Venezuela)
El Callao is een gemeente in de Venezolaanse staat Bolívar. De gemeente telt bijna 29.300 inwoners. De hoofdplaats is El Callao.